# Ichiyo Shimizu
Pour les articles homonymes, voir Shimizu.
Ichiyo Shimizu (清水 市代) est une joueuse professionnelle japonaise de shogi née le 9 janvier 1969 à Higashimurayama.
Elle est aussi la première femme à avoir un poste à responsabilités au sein de la Fédération japonaise de Shogi. En juin 2025, elle est désignée présidente de la fédération.

## Biographie

### Premières années
En 1983, Shimizu remporte le quinzième Meijin amateur féminin lorsqu'elle était encore au collège,. Elle intègre la même année le centre de formation de la fédération japonaise sous la tutelle de Toshio Takayanagi (ja).

### Carrière
En octobre 2010 Shimizu devient la première joueuse professionnelle à être promue au rang de sixième dan.
En novembre 2016, Shimizu devient la seconde professionnelle à remporter 600 parties en compétition.
En janvier 2018, les résultats de Shimizu contre des joueurs professionnels masculins est de 29 victoires et de 156 défaites.

## Palmarès
Shimizu a disputé 70 finales de titres majeurs, et en a remporté 43. Elle a remporté le Meijin féminin 10 fois, le Ōshō féminin 9 fois, le Ōi féminin 14 fois et la Coupe Kurashiki Tōka 14 fois. Elle est à ce titre détentrice du titre de Meijin honoraire, du Ōshō honoraire, du Ōi honoraire et du Kurashiki Tōka honoraire. Shimizu a aussi remporté 11 titres mineurs.

### Titres majeurs
| Titre                     | Années                                          | Nombre de victoires |
| ------------------------- | ----------------------------------------------- | ------------------- |
| Meijin féminin (ja)       | 1987, 1989, 1994 – 1998, 2003, 2004, 2008       | 10                  |
| Ōshō féminin (ja)         | 1991, 1993, 1996, 1998, 2000, 2001, 2007 – 2009 | 9                   |
| Ōi féminin (ja)           | 1993 – 1996, 1998 – 2006, 2009                  | 14                  |
| Coupe Kurashiki Tōka (ja) | 1994 – 2000, 2004, 2005, 2007                   | 10                  |

### Parties commentées
- (en) [vidéo] « Shimizu contre le logiciel Akara (11 octobre 2010) », sur YouTube
- (en) [vidéo] « Ishibashi - Shimizu (finale du Ōi, 2008) », sur YouTube

### Fiches détaillées
- Japan Shogi Association official profile page
- ShogiHub: Professional Player Info · Shimizu, Ichiyo
- Notices d'autorité :   - VIAF
  - ISNI
  - Japon